# 灰光鰓雀鯛
灰光鰓雀鯛（学名：[Chromis cinerascens] 错误：{{Lang}}：文本有斜体标记（帮助）），又名灰光鰓魚、厚殼仔，为輻鰭魚綱雀鯛科光鰓魚屬下的一个种，分布於印度西太平洋區，包括斯里蘭卡、安達曼海、馬來西亞、台灣、印尼、菲律賓與澳洲西北部等海域，深度3至15公尺，本魚體呈卵圓形且側扁，體色呈銀灰色，略偏藍，胸鰭基部上緣具一小黑斑，背鰭硬棘13枚、背鰭軟條11-12枚、臀鰭硬棘2枚、臀鰭軟條11-12枚，體長可達13公分，棲息在珊瑚礁，以浮游生物為食，繁殖期會成對出現，雄魚會守護魚卵直到孵化，生活習性不明，可做為觀賞魚。